# カランカス隕石
座標: 南緯16度39分52秒 西経69度02分38秒 / 南緯16.66444度 西経69.04389度

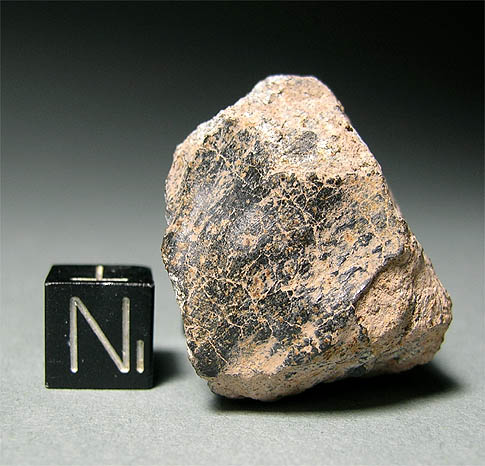
落下した数日後に発見された27.70gの破片、スケールキューブは1cm^{3}

カランカス隕石（カランカスいんせき、Carancas meteorite）は2007年9月15日にペルーのボリビア国境付近にあるプーノ県カランカス村に落下した石質隕石である。落下後、クレーターをつくり、ヒ素化合物を含む地下水の蒸気を発生させ、落下地点に近づいた村人たちに健康被害（ヒ素中毒）を与えた。

## 概要
2007年9月15日、現地時間11時45分、カランカス村の湿地に隕石が落下し、幅13m、深さ4.5mのクレータを作り、周辺に焼け跡が見られた。付近の人々は煙の尾をひいて輝く火球を目撃し、落下の爆風は1kmはなれた地域研究センターの窓を破った。この隕石落下が特異なのは、落下地が 3,800 m以上の高地であったために、大気による減速が少なかったことで、落下地から煙が立ちのぼり、数分間持続した。直径約14mで深さ5mのクレーターができ、隕石の熱でクレータの中に蒸気が発生した。
落下後すぐに、落下地に集まった600人以上の村人が、皮膚障害、吐き気、頭痛、下痢、嘔吐の原因不明の症状を起こした。この地区の土壌には砒素化合物が含まれており、有毒ガスが発生したと考えられている。その後多くの隕石破片が回収され、回収された総重量は300gを超えたが、持ち去られたものも多く正確な総重量は不明である。H4-H5に分類される普通コンドライトである。